# OS X 10.7
OS X 10.7 (codenaam: Lion) is de achtste versie van OS X, Apples client- en serverbesturingssysteem voor Macintoshcomputers.
Lion is de opvolger van Mac OS X 10.6 (Snow Leopard). Het besturingssysteem was sinds 20 juli 2011 beschikbaar in de Mac App Store voor €23,99.
Een preview van Lion werd publiekelijk voorgesteld op het Apple "Back to the Mac" evenement op 20 oktober 2010. Het brengt veel ontwikkelingen vanuit Apples mobiele platform iOS, zoals een overzichtelijk scherm van geïnstalleerde applicaties, en ondersteuning voor de Mac App Store zoals geïntroduceerd in Snow Leopard versie 10.6.6.
Op 24 februari 2011 werd de eerste ontwikkelaars preview versie van Lion (11A390) uitgebracht voor abonnees van het Apple Developer programma. Andere ontwikkelaar versies kwamen achtereenvolgens, met de vierde Lion preview als release op de WWDC 2011.
Lion kreeg de Golden Master status op 1 juli 2011, gevolgd door de uiteindelijke release via de Mac App Store op 20 juli 2011. Apple maakte bekend dat er meer dan 1 miljoen exemplaren gedownload waren op de eerste dag. In oktober 2011 heeft OS X Lion inmiddels meer dan zes miljoen kopieën wereldwijd verkocht.
OS X Lion werd op 25 juli 2012 opgevolgd door OS X Mountain Lion.

## Verschijningsdatum
Op 6 juni 2011, tijdens de Worldwide Developers Conference (WWDC), werd aangekondigd dat Lion in juli 2011 uitgebracht zou worden. In tegenstelling tot eerdere versies die op cd-rom verschenen, wordt Lion uitgebracht als download in de Mac App Store sinds 20 Juli 2011. Lion is dus de eerste versie van OS X dat niet op een fysiek medium verschijnt. Bij de installatie wordt er een herstel partitie gemaakt op de harde schijf van de Mac om Lion toch opnieuw te kunnen installeren. De Mac mini en de MacBook Air (modellen vanaf 2011) hebben een functie genaamd Internet Recovery. Deze functie die ingebouwd is in de firmware van de computer zorgt ervoor, dat zelfs wanneer de harde schijf of SSD niet meer werkt, je toch nog via een internetverbinding de herstel software kunt downloaden en zo Lion opnieuw installeren.

## Systeemvereisten
- x86-64 Processor (64-bit Macs, met een Intel Core 2 Duo, Intel Core i3, Intel Core i5, Intel Core i7, of Xeon processor.)
- Ten minste 2 GB intern geheugen.
- Mac OS X 10.6.6 of hoger (Mac OS X 10.6.8 wordt aanbevolen)
- Ten minste 7 GB vrije schijfruimte
- AirDrop wordt ondersteund op de volgende Mac modellen: MacBook Pro (laat 2008 of nieuwer), MacBook Air (laat 2010 of nieuwer), MacBook (laat 2008 of nieuwer), iMac (begin 2009 of nieuwer), Mac Mini (midden 2010 of nieuwer), Mac Pro (begin 2009 met AirPort Extreme kaart en midden 2010 of nieuwer).

## Nieuwe of aangepaste functies
Sommige nieuwe functies werden aangekondigd op de "Back to the Mac" keynote in oktober 2010. De Apple website was verder bijgewerkt met meer details in februari 2011. Andere functies werden aangekondigd op de WWDC 2011-keynote of, na de keynote, op de OS X Lion-website. Volgens Apple zijn er meer dan 250 vernieuwde functies in Lion, waaronder:
- Agenda: (voorheen: iCal) heeft een nieuw uiterlijk.
- AirDrop: Een programma dat het mogelijk maakt om bestanden draadloos naar andere Lion-computers te sturen, is geïntegreerd.
- Auto Save: Documenten die gemaakt zijn in programma's die Auto Save ondersteunen, worden automatisch opgeslagen.
- Contacten: Gebruikt een interface die lijkt op die van de iPad.
- FaceTime: Programma voor videocommunicatie. Nu standaard opgenomen in Lion.
- Full-screen apps: Ondersteuning voor benutting van het volledige schermbereik. Hiervoor kan een ontwikkelaar een knop toevoegen rechtsboven in de titelbalk, die ervoor zorgt dat de applicatie het hele beeldscherm vult.
- Launchpad: Biedt de mogelijkheid om alle geïnstalleerde programma's weer te geven in iconen zoals in iOS. Ook kunnen hier mappen met applicaties gemaakt worden.
- Mail versie 5: Het e-mailprogramma heeft een indeling die geoptimaliseerd is voor weergave op het volledige scherm. Verder bevat het een optie om uitgewisselde mailcorrespondentie in chronologische volgorde te bekijken.
- Mission Control: Geeft een overzicht van alle actieve programma's, net als "Exposé" dat deed in de vorige versie. Mission Control groepeert echter de applicaties.
- Multi-touch gestures: Lion maakt het mogelijk om nog meer commando's te geven met meerdere vingers, zoals dat in iOS al mogelijk is. Gebruikers kunnen scrollen, slepen en door een bepaalde combinatie naar 'Mission Control' gaan.
- Push Notificatie: Meldingen die rechtsboven in beeld verschijnen van bijvoorbeeld nieuws of sociale netwerk updates.
- Recovery Partition: Apple heeft een herstel partitie geïntroduceerd met hulpmiddelen om de Mac te herstellen naar de originele fabrieksinstelling. Het biedt ook de mogelijkheid om Lion via het internet opnieuw te installeren.
- Resume: Wanneer applicaties geopend worden, worden deze weergegeven in de status zoals ze werden afgesloten. Daarom is Dock ook niet langer zichtbaar wanneer een applicatie wordt gebruikt. Dit kan echter veranderd worden in de voorkeuren.
- Versies: Een Time Machine-achtige manier van opslaan en bladeren door vorige versies van documenten. Hetzelfde als versiebeheer; meerdere versies van een document worden bewaard en opgeslagen.

### Verbeteringen aan de gebruikers interface
- Vernieuwde Aqua gebruikersinterface elementen, zoals knoppen en voortgangsbalken. De "stoplicht" titelbalk knoppen zijn iets kleiner gemaakt.
- Mogelijkheid om vanuit elke hoek of rand de vensters in Lion groter of kleiner te maken.
- De metalen afwerking is ook iets aangepast. Het is een lichtere grijstint en heeft meer een gespikkelde textuur.
- Scrollen is standaard omgekeerd, om meer op een aanraakscherm te lijken, zodat inhoud in de richting van de vingerbeweging schuift, in plaats van de richting van de muis.
- Net als in iOS is er een stuiter effect wanneer de scrollbalk de boven of onderkant van de pagina bereikt.
- Nieuwe vensters maken een grafische 'vlieg' beweging naar de voorgrond (net als het openen van een app in iOS).
- Het Dashboard heeft zijn eigen ruimte in Mission Control, in plaats van dat widgets naar de voorgrond komen op een donkere achtergrond.
- Tabbladen worden getoond als 'ingedrukt', in plaats van Aqua-blauw verlicht.

### Functies die niet meer beschikbaar zijn
- Opslaan als is vervangen door Dupliceren en Vorige versies. Dit geldt alleen voor programma's die Auto Save ondersteunen.
- De mediacenter-applicatie Front Row is niet meer beschikbaar.
- Het programma Rosetta, dat het gebruik van PowerPC-software mogelijk maakt op een x86-instructieset, is niet meer beschikbaar.
- Adobe Flash Player en Java Runtime Environment worden niet meer standaard meegeleverd. De gebruiker moet deze zelf installeren.
- iSync voor het synchroniseren van mobiele apparaten is niet meer beschikbaar.
- Mac OS X-installatie op afstand is vervangen door de Recovery Partition.
- Het Apple USB-modem werkt niet meer in Lion.

## Versiegeschiedenis
| Versie | Build              | Datum             | Opmerkingen |
| ------ | ------------------ | ----------------- | --- |
| 10.7   | 11A511             | 20 juli 2011      | Eerste Mac App Store versie |
| 10.7   | 11A511s            | 16 augustus 2011  | Eerste USB-stick versie |
| 10.7   | 11A2061 en 11A2063 | 20 juli 2011      | Mac Mini en MacBook Air midden 2011 |
| 10.7.1 | 11B26              | 16 augustus 2011  | |
| 10.7.1 | 11B2118            | 16 augustus 2011  | Mac Mini en MacBook Air midden 2011 |
| 10.7.2 | 11C74              | 12 oktober 2011   | Voegt iCloud toe, diverse bug fixes, kleine interface aanpassingen, Safari 5.1.1, en de mogelijkheid om op te starten in de Lion Recovery vanaf een Time Machine schijf. |
| 10.7.3 | 11D50              | 1 februari 2012   | Diverse bug fixes, Safari 5.1.3, voegt diverse taalondersteuning toe. |
| 10.7.4 | 11E53              | 9 mei 2012        | Diverse bug fixes, Safari 5.1.6. |
| 10.7.5 | 11G56              | 19 september 2012 | Diverse bug fixes, Safari 5.1.7, voegt Gatekeeper functionaliteit toe.                                                                                                   |
| 10.7.5 | 11G63              | 4 oktober 2012    | |